# Hercostomus fulvicaudis
Hercostomus fulvicaudis is een vlieg uit de familie van de slankpootvliegen (Dolichopodidae). De wetenschappelijke naam van de soort is voor het eerst geldig gepubliceerd in 1851 door Francis Walker.